# Sydlig gråuggla
Sydlig gråuggla (Ptilopsis granti) är en fågel i familjen ugglor inom ordningen ugglefåglar.

## Utbredning och systematik
Fågeln förekommer i Afrika: sydöstra Gabon, södra Demokratiska republiken Kongo och sydvästra Kenya söderut till Namibia, norra och centrala Sydafrika, Lesotho, Swaziland och Moçambique. Tidigare betraktades sydlig och nordlig gråuggla (Ptilopsis leucotis) utgöra samma art.

## Status och hot
Arten har ett stort utbredningsområde, men tros minska i antal, dock inte tillräckligt kraftigt för att den ska betraktas som hotad. Internationella naturvårdsunionen IUCN listar arten som livskraftig (LC).

## Namn
Fågelns vetenskapliga artnamn hedrar William Robert Ogilvie-Grant (1863-1924), engelsk ornitolog anställd vid British Museum of Natural History 1882-1918.